# Lixeira (computação)

Um exemplo da Lixeira vazia.

Um exemplo da Lixeira que contém os arquivos.

Em computação, Lixeira (português brasileiro) ou Reciclagem (português europeu) (do inglês Trash) é um mecanismo usado para armazenar objetos excluídos pelo usuário ou pelo programa da maneira que podem ser restaurados mais tarde. Tais objetos podem ser arquivos (ficheiros), pastas, marcadores (por exemplo, URL ou caminho local) e outros. A Lixeira é suposto ser um espaço de armazenamento temporário, mas, na realidade, o conteúdo da Lixeira pode ser armazenado durante muito tempo.
A Lixeira tem uma interface gráfica como ícones para mostrar vários estados dela e janela com lista de objetos excluídos.

## História
Um pequeno ícone de um recipiente de resíduos, para a exclusão de arquivos, foi implementado durante o desenvolvimento da interface de usuário do Apple Lisa em 1982, onde era chamado Wastebasket
(literalmente em português Cesto de lixo). Mais tarde esse conceito foi transferido para o Apple Macintosh como o Trash (em português Lixo).

## Lixeiras nos ambientes de desktop
Como os arquivos e pastas são apagados (enviá-los para a Lixeira ou excluí-los completamente) pelo programa depende do seu maneira de integração com ambiente de desktop e seus funções. Por exemplo, utilitários para interface de linha de comando podem ignorar esta camada completamente e apagar arquivos completamente. Geralmente, o mecanismo da Lixeira é integrado em um ambiente de desktop e gerenciadores de arquivos. Alguns exemplos incluem:
- Mac OS X e Finder
- Microsoft Windows e Windows Explorer
- GNOME (Linux) e Nautilus
- KDE (Linux) e Konqueror ou Dolphin
- Xfce (Linux) e Thunar

Dependendo da arquitectura, a Lixeira é uma ou mais pastas especiais que permitem mostrar, restaurar ou apagar completamente os arquivos e pastas excluídos um por um ou pelo "Esvaziar Lixeira" comando. Na Lixeira há um registro para cada arquivo ou pasta excluídos com seus caminhos originais. Em certos sistemas operacionais, os arquivos devem ser movidos da Lixeira antes que eles possam ser novamente disponíveis.

## Lixeiras nas aplicações de desktop
Alguns navegadores (por exemplo, Opera), gerenciadores de downloads (por exemplo, FlashGet) e clientes de e-mail (por exemplo, Mozilla Thunderbird ou Opera Mail) suportam o mecanismo chamado Lixeira (português brasileiro) ou Lixo (português europeu) que permite armazenar marcadores excluídos até que o usuário restaura-los ou apaga-los completamente. Entretanto, a Lixeira do Opera é uma pasta virtual como outros pastas dos Marcadores, mas também tem atributos especiais. O Internet Explorer usa Lixeira (português brasileiro) ou Reciclagem (português europeu) do Windows para marcadores excluídos que basicamente são arquivos de acesso rápido ou atalhos (arquivos de texto com extensão *.url).

## Lixeiras nas serviços web
Alguns serviços web como webmail (por exemplo, Gmail ou Yahoo! Mail) também fornecem o mecanismo chamado Lixeira (português brasileiro) ou Lixo (português europeu) para armazenar mensagens excluídas. Mais uma vez, como esse mecanismo é implementado depende da arquitetura de serviço web. Frequentemente, a Lixeira do usuário é uma pasta virtual como outros pastas (por exemplo, Caixa de entrada, Caixa de saída, etc.), quanto mensagens do usuário são armazenadas no sistema de arquivos (como estruturas INBOX ou maildir em certos servidores IMAP/POP) e atributos (como ID, campos de destinatário, de assunto, etc.) são armazenados no banco de dados relacionais.